# 邓牧
邓牧（1247年—1306年），字牧心，号文行，又号九锁山人，世称「文行先生」，中国南宋末年至元朝前期钱塘（今浙江杭州）人，文学家，因其对理学、佛教、道教均持反对态度，故又自号“三教外人”。
邓牧於南宋亡国後隐居於余杭大涤山洞霄宫中，终身不仕不娶，著有《伯牙琴》《洞霄图志》。